# FripSide
fripSide – japoński zespół muzyczny grający j-pop i trance założony w lutym 2002 roku przez Satoshiego Yaginumę i nao.

## Historia

### Pierwsza faza (2002–2009)
Zespół fripSide powstał w lutym 2002 przez Satoshiego Yaginumę i nao. Rok później, 12 kwietnia 2003 nakładem wytwórni elseena-music entertainment został wydany ich pierwszy debiutancki album, first odyssey of fripSide.
Utwory i albumy zespołu wydawane przez elseena-music entertainment były udostępniane w serwisie Muzie. Według statystyk z lipca 2006, pierwsze trzy albumy zostały wyprzedane na poziomie 6000 egzemplarzy.
W 2006 roku fripSide nawiązało współpracę z VisualArt’s, na podstawie której zespół tworzył utwory do gier visual novel wydawanych przez tego producenta. 30 marca 2007 została założona poboczna grupa o nazwie fripSide NAO Project, która tworzyła piosenki podobne do zespołu głównego, nie podążając przy tym za motto „Creating songs that everyone can relate to” (tłum. dosł. Tworzenie piosenek, do których każdy może się odnieść). W ramach pobocznej grupy nagrano jeden album Rabbit Syndrome (wydany 25 stycznia 2008 nakładem elseena-music entertainment) oraz jeden singiel Yappari sekai wa Atashi☆Rejiendo!! (jap. やっぱり世界はあたし☆れじぇんど!!) (wydany 20 sierpnia 2008 nakładem 5pb.Records).
W 2008 roku w wywiadzie Satoshi Yaginuma wspomniał, że w dzieciństwie był fanem zespołu TM Network i komponował muzykę na syntezatorze w wieku 14 lat.
15 marca 2009 Satoshi Yaginuma poinformował na swoim blogu, że nao ogłosiła odejście z zespołu fripSide, natomiast w tym samym czasie rozpoczął nowy projekt związany z fripSide, zatytułowany fripSide: THE NEXT PROJECT. W związku z odejściem nao, 28 maja zapowiedziane zostało wydanie antologii zatytułowanej nao complete anthology 2002-2009 -my graduation-, zawierającej wszystkie albumy wydane na przestrzeni działalności pierwszej fazy zespołu, która została wydana 17 lipca.

### Druga faza (2009–2022)
28 lipca 2009 zaprezentowano nową wokalistkę zespołu – Yoshino Nanjō. Jeszcze w tym samym roku zespół podpisał kontrakt z wytwórnią Geneon Universal i jej nakładem 4 listopada ukazał się pierwszy singiel debiutujący nową wokalistkę zespołu o nazwie only my railgun, który zajął trzecie miejsce w rankingu Oricon w dniach 2–8 listopada 2009. W listopadzie 2010 Recording Industry Association of Japan podało do wiadomości, że singiel osiągnął status złotej płyty.
1 grudnia 2010 w sprzedaży ukazał się pierwszy album drugiej fazy zespołu zatytułowany infinite synthesis, który również zapoczątkował serię albumów o tej samej nazwie. Kolejne ukazały się kolejno: 10 września 2014, 5 października 2016, 10 października 2018, 30 października 2019 oraz 23 marca 2022.
10 sierpnia 2012 ogłoszono, że 24 października ukaże się album Decade, jednak 10 września wytwórnia poinformowała, że premiera albumu została przesunięta na 5 grudnia z powodu błędu znalezionego w głównym źródle dźwięku podczas koncertu „GENEON fripSide FESTIVAL”.
21 sierpnia 2013 został wydany singiel eternal reality, który powstał we współpracy z Tetsuyą Komuro. Był to pierwszy singiel, który ukazał się w 3 edycjach: w standardowej, limitowanej (CD/DVD) i limitowanej z grafiką z anime Toaru kagaku no railgun S.
25 lipca 2017 został zapowiedziany album kompilacyjny crossroads, który wydany został 4 października. Premiera albumu miała związek z jubileuszem 15-lecia zespołu.
19 stycznia 2019 miała miejsce premiera limitowanej edycji fripSide modelu A&futura SE100 (produkowanego przez Astell&Kern), do której fabrycznie został zaimplementowany singiel crying moon.
24 stycznia 2020 została zapowiedziana premiera składanki teledysków na Blu-ray drugiej fazy zespołu zatytułowana fripSide infinite video clips 2009-2020, a także nową wersję only my railgun, natomiast jej premiera miała miejsce 1 kwietnia. 23 kwietnia zapowiedziano nowy singiel zatytułowany dual existence, którego pierwotnie premiera planowana była na 8 lipca, jednak 27 maja wytwórnia poinformowała, że premiera została przesunięta na 19 sierpnia z powodu decyzji produkcji Toaru kagaku no Railgun T o opóźnieniu emisji kolejnych odcinków w związku z pandemią COVID-19.
31 października 2021 podczas fripSide Announcement Special Yoshino Nanjō ogłosiła odejście z zespołu fripSide, które nastąpi 24 kwietnia 2022 po zakończeniu trasy koncertowej „fripSide Phase 2 FINAL ARENA TOUR”.

### Trzecia faza (od 2022)
24 marca 2022 ogłoszono, że 18 maja w sprzedaży ukaże się pierwszy singiel trzeciej fazy zespołu zatytułowany dawn of infinity z udziałem nowych wokalistek. 24 kwietnia podczas trasy koncertowej „fripSide Phase 2 FINAL ARENA TOUR” ujawniono, że nowymi wokalistkami zespołu są Mao Uesugi oraz Hisayo Abe.